# Dictionnaire des résultats de consultation
Pour les articles homonymes, voir DRC.
 Mise en garde médicale
Le Dictionnaire des résultats de consultation (DRC) regroupe les situations cliniques qu'un médecin généraliste rencontre en moyenne au moins une fois par an.
L’ensemble des résultats de consultation (RC) représente plus de 97 % des situations cliniques prises en charge en médecine de premier recours.
En pratique, un médecin généraliste rencontre chaque RC une fois par an, soit  environ dans 1 cas pour 4000 consultations (activité moyenne du médecin généraliste français). Ce dictionnaire se compose d'environ 320 situations cliniques, précisées par  des critères optionnels ou obligatoires régulièrement mis à jour. Il a permis d'alimenter entre les années 2000 et 2010 l'observatoire de la médecine générale, et est encore utilisé quotidiennement par certains médecins. 
Le résultat de consultation permet au médecin, au terme de l'entretien, de l'examen clinique, voire de la lecture d'examens complémentaires, de nommer précisément le ou les tableaux cliniques qu'il prend en charge.
Le résultat de consultation, fruit de l'analyse du clinicien, est le plus haut niveau de certitude clinique auquel parvient le praticien en fin de consultation. Il ne concerne pas le motif de consultation, rarement renseigné dans le logiciel médical.
Le Dictionnaire des résultats de consultation est un outil conçu par la Société française de médecine générale à partir des concepts novateurs du Dr Robert N. Braun. Ce dernier, médecin généraliste autrichien, a observé et analysé sa pratique pendant plusieurs années. Il a pu développer, dans les années 1970, le concept de résultat de consultation, démystifiant ainsi la notion de diagnostic, en les plaçant tous les deux dans une stricte équivalence nosologique.

## Arborescence
Son arborescence est visualisable sur HeTOP : DRC sur HeTOP.